# Jonathan Papelbon
Jonathan Robert Papelbon (né le 23 novembre 1980 à Bâton-Rouge, Louisiane, États-Unis) est un lanceur de relève droitier de la Ligue majeure de baseball.
En 2010, Papelbon devient le premier lanceur de l'histoire des majeures à enregistrer 30 sauvetages ou plus à chacune de ses cinq premières saisons complètes. Il remporte la Série mondiale 2007 avec les Red Sox de Boston et représente quatre fois l'équipe au match des étoiles.
Il détient le record d'équipe des Red Sox de Boston avec 248 sauvetages pour ce club, ainsi que le record d'équipe de 204 sauvetages avec les Phillies de Philadelphie, pour qui il évolue de 2012 à 2015.
Durant sa carrière, Papelbon, qui joue aussi en 2015 et 2016 pour les Nationals de Washington, réalise 368 sauvetages.

## Carrière

### Red Sox de Boston
Jonathan Papelbon a été sélectionné en 4e ronde du repêchage du baseball de 2003 par les Red Sox de Boston. Il fait son entrée dans les majeures avec cette équipe le 31 juillet 2005, où il lance cinq manches et un tiers contre les Twins du Minnesota, retirant sept frappeurs au bâton. Il n'est pas impliqué dans la décision et sera crédité de sa première victoire le 12 septembre après avoir blanchi les Blue Jays de Toronto pendant trois manches en relève. Papelbon apparait dans 17 matchs au cours de la seconde moitié de saison 2005. Il effectue 14 présences en relève et 3 comme lanceur partant, ses trois seuls départs jusqu'à présent dans les majeures.
À sa saison recrue en 2006, les Red Sox font de Papelbon leur stoppeur et le droitier présente une moyenne de points mérités microscopique de 0,92 en 59 apparitions au monticule et 68 manches et un tiers lancées. Il préserve 35 victoires, établissant un record (depuis battu) des ligues majeures pour le plus grand nombre de sauvetages par un lanceur recrue. En 2006, les frappeurs adverses n'ont frappé que dans une moyenne au bâton de ,167 contre le releveur. Il termine deuxième derrière Justin Verlander, des Tigers de Détroit, au vote qui détermine la recrue de l'année de la saison 2006 en Ligue américaine.
Il préserve 37 victoires des Sox en 2007 et 41 en 2008. Il est sélectionné au sein de l'équipe de la Ligue américaine pour le match des étoiles de la Ligue majeure de baseball en 2006, 2007 et 2008.
Jonathan Papelbon joue en séries éliminatoires en 2005, 2007, 2008 et 2009. Le 11 octobre 2008 dans le 2e match de la Série de championnat de la Ligue américaine face aux Rays de Tampa Bay, et malgré la défaite des Red Sox, Papelbon établit le record des majeures pour le plus grand nombre de manches éliminatoires lancées sans accorder de point en début de carrière, dépassant les 20 de Joe Niekro de 1980 à 1987. Il amène le record jusqu'à 26 manches sans accorder de point, avant de finalement céder un point aux Angels de Los Angeles, un an plus tard, le 11 octobre 2009, dans le 3e match de la Série de divisions, qui marque d'ailleurs son dernier match éliminatoire joué avec Boston.
Il fait partie de l'équipe des Red Sox de Boston championne de la Série mondiale 2007. Lors du quatrième match de la finale contre les Rockies du Colorado, le 28 octobre, Papelbon mit fin au match en retirant sur des prises le frappeur suppléant Seth Smith.
En 2009, sa moyenne de points mérités n'est qu'à 1,85 en 68 manches lancées au cours de 66 sorties. Il ajoute 38 sauvetages.
Le 1er juillet 2009, Papelbon réussit son 133e sauvetage avec les Red Sox, battant le record d'équipe établi de 1977 à 1989 par Bob Stanley. Papelbon quitte les Red Sox après la saison 2011 avec 219 sauvetages, un record d'équipe.
Sa saison 2010 est sa plus difficile depuis son entrée dans les grandes ligues alors que sa moyenne atteint 3,90 points mérités par partie et, malgré 37 nouveaux sauvetages, sa capacité à assumer le rôle de stoppeur est mise en doute. Il perd sept de ses 12 décisions cette saison-là.
En 2011, il se ressaisit avec 4 gains, un seul revers, 31 sauvetages et une moyenne de points mérités de 2,94 en 64 manches et un tiers lancées pour les Red Sox.

### Phillies de Philadelphie
Le 14 novembre 2011, Papelbon signe un contrat de quatre ans pour 50 000 058 dollars (les deux derniers chiffres représentant son numéro d'uniforme) avec les Phillies de Philadelphie.
Le 1er septembre 2014, Papelbon lance la dernière manche d'un match sans coup sûr combiné réussi par 4 lanceurs des Phillies dans une victoire de 7-0 sur les Braves, à Atlanta. Cole Hamels lance les 6 premières manches de cette rencontre et est suivi, pour une manche chacun, par Jake Diekman, Ken Giles et Papelbon.
Le 14 septembre 2014, Papelbon accorde 4 points aux Marlins de Miami en 9e manche d'un match à Philadelphie. Il est expulsé du match une fois la demi-manche complétée et plus tard suspendu par la ligue pour 7 parties après s'être empoigné l'entre-jambes en direction des spectateurs. Dans les secondes suivant l'expulsion, Papelpon s'adresse à l'arbitre Joe West, qui l'agrippe par la chemise pour le repousser. Pour son geste, l'arbitre est suspendu par la ligue pour un match.
Le 13 mai 2015 contre Pittsburgh, Papelbon réussit son 113e sauvetage pour les Phillies, un nouveau record de franchise qui bat les 112 réalisés de 2001 à 2007 par José Mesa. Il quitte Philadelphie en cours de saison 2015 avec un record de 204 sauvetages.

### Nationals de Washington
Le 28 juillet 2015, les Phillies échangent Papelbon aux Nationals de Washington contre le prometteur lanceur droitier Nick Pivetta. Au moment de l'échange, les Nationals occupent le premier rang de la division Est de la Ligue nationale, avec deux matchs d'avance sur les Mets de New York, mais termineront la saison au deuxième rang, loin derrière les Mets.

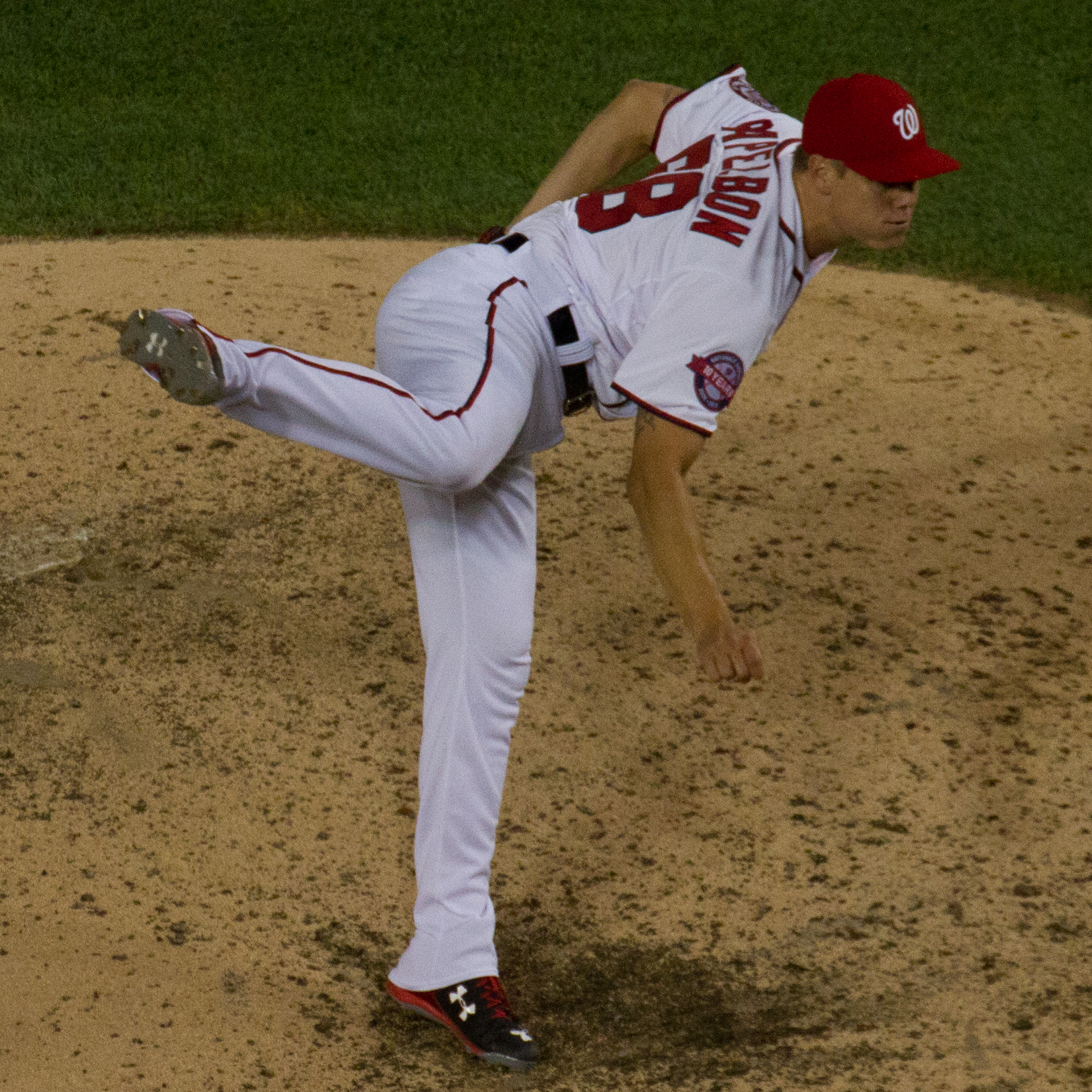
Jonathan Papelbon en 2015 avec Washington.

La venue de Papelbon, au cœur d'une campagne où les Nationals ne répondent pas aux attentes élevées placées en eux,, est perçue comme un événement ayant causé plus de problèmes que d'avantages, au point d'être qualifié de baiser de la mort par un journaliste du Washington Post faisant le bilan de la saison 2015. Dès son acquisition, on lui confie le rôle de stoppeur, au détriment de Drew Storen, qui s'acquittait fort bien de cette tâche pour les Nationals et semble mécontent de cette relégation au rôle de releveur de huitième manche. Le 9 septembre face aux Mets, Storen accorde un coup de circuit aux Mets, puis se casse le pouce en donnant un coup de poing sur un casier du vestiaire, ce qui l'envoie sur la liste des joueurs blessés jusqu'à la fin de l'année. Storen est échangé à Toronto avant la saison 2016, alors que Papelbon demeure à Washington.

#### Incident avec Bryce Harper
Le 25 septembre 2015, Jonathan Papelbon est suspendu 3 matchs par le baseball majeur pour avoir, le 23 septembre, intentionnellement atteint d'un lancer le joueur étoile Manny Machado des Orioles de Baltimore, dont le coup de circuit deux manches plus tôt donne la victoire à son club. Après le match face aux Orioles, le coéquipier de Papelbon, Bryce Harper décrit comme « plutôt usée » (pretty tired) l'idée d'atteindre un frappeur après qu'il eut frappé un circuit et dit s'attendre à être atteint à son tour par un lanceur des Orioles en guise de représailles. Ces commentaires de Harper semblent pertinents dans les événements qui surviennent le 27 septembre suivant, lors d'un match entre Washington et Philadelphie. Après qu'une balle soulevée faiblement par Harper eut été captée par un joueur des Phillies pour un facile retrait, Papelbon attend son coéquipier à l'entrée de l'abri des joueurs et l'invective pour avoir, selon lui, couru trop lentement vers le premier but après avoir frappé la balle. Papelbon saisit Harper à la gorge et le jette contre un mur. En plus de créer une commotion dans le public et les médias, la controverse soulève aussi des interrogations sur le gérant des Nationals, Matt Williams, qui garde Papelbon dans la rencontre, tandis que Harper a été remplacé.
Le 28 septembre, au lendemain de l'altercation, les Nationals annoncent qu'ils suspendent Jonathan Papelbon sans salaire pour 4 matchs. Du même coup, le joueur retire l'appel qu'il avait déposé en lien avec la suspension de 3 matchs imposée par la ligue pour avoir atteint Manny Machado, ce qui signifie qu'il doit purger sa peine immédiatement. Les deux suspensions cumulées ont pour effet d'éloigner Papelbon du vestiaire des Nationals, à qui il restait exactement 7 matchs à jouer pour compléter leur décevante saison 2015.
La moyenne de points mérités de Papelbon s'élève à 3,04 en 23 manches et deux tiers lancées lors de 22 sorties pour les Nationals, alors qu'elle se chiffrait à 1,59 après 39 manches et deux tiers pour Philadelphie avant le transfert vers Washington. Il complète 2015 avec une moyenne de 2,13 en 59 matchs et 63 manches et un tiers lancées. Il réussit 24 sauvetages au total, les 7 derniers avec les Nationals.

## Vie personnelle

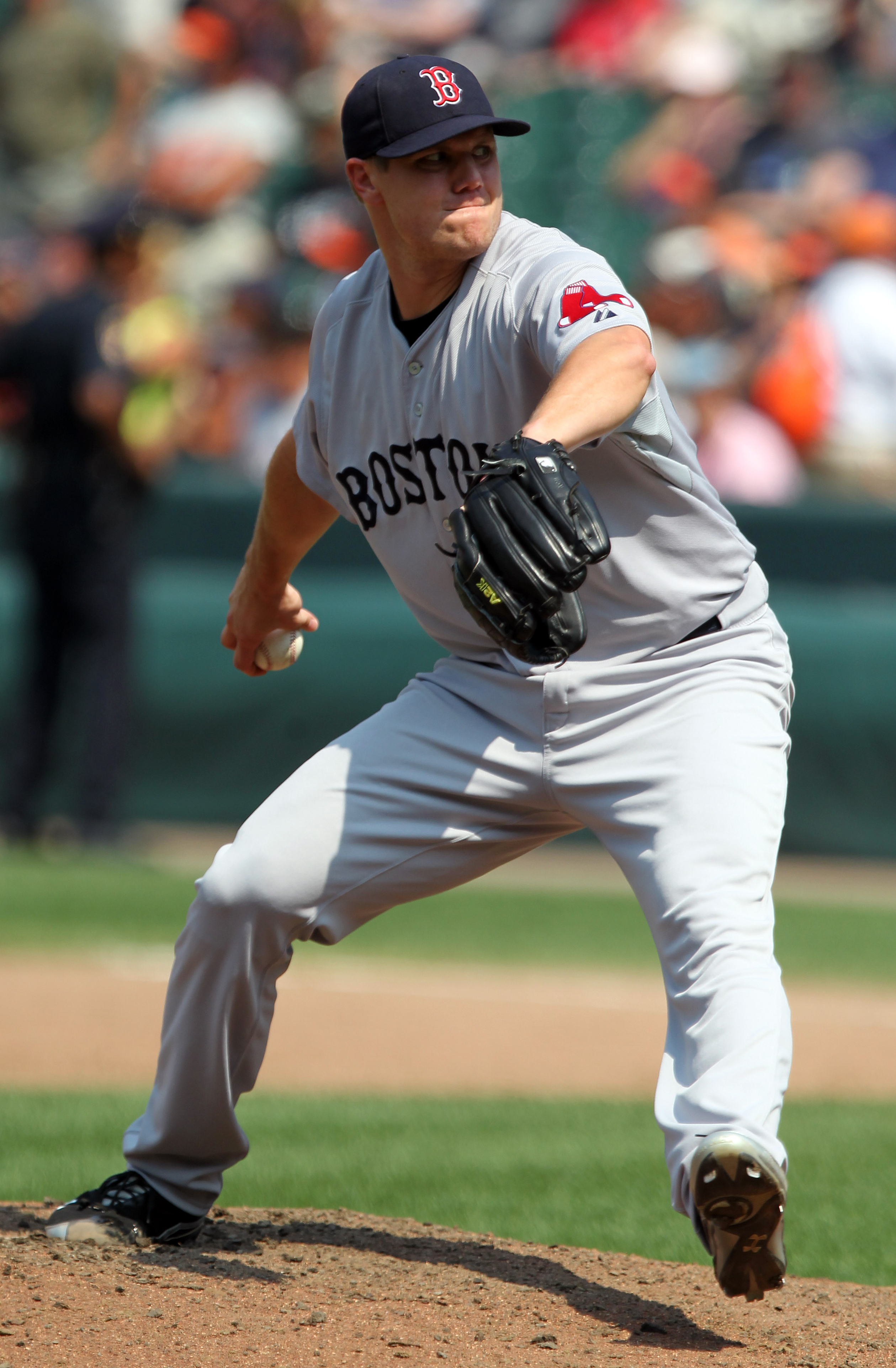
Papelbon au monticule pour les Red Sox en 2011.

Jonathan Papelbon et son épouse, Ashley, ont une fille prénommée Parker Alice, née en 2008.
Le lanceur de relève est populaire auprès des amateurs bostonnais pour avoir esquissé en 2007 sur le terrain de Fenway Park quelques pas d'une danse traditionnelle irlandaise en sous-vêtements sur la musique de I'm Shipping Up to Boston du groupe Dropkick Murphys, après que les Red Sox ont été sacrés champions de la division Est de la Ligue américaine. Papelbon a répété son numéro sur le terrain avec quelques coéquipiers après la victoire des Sox sur les Indians de Cleveland en Série de championnat, puis lors du défilé suivant la victoire de l'équipe en Série mondiale.
Papelbon conserva en souvenir la balle utilisée lors du dernier retrait de la série finale de 2007, mais avoua quelques semaines plus tard au magazine Sports Illustrated que la balle avait été détruite et « mangée » par Boss, son bouledogue.

### Philanthropie
Jonathan Papelbon a épousé plusieurs charitables durant ses années à Boston. En 2006, il participe à une partie de chasse visant à lever des fonds pour améliorer les conditions de vie de la nation Passamaquoddy de l'est du Maine. En 2011, il participe au Rotten Tomato Karaoke (le karaoke des tomates pourries), un événement charitable levant des fonds pour The Claddaugh Fund, un organisme de bienfaisance créé par Ken Casey des Dropkick Murphys. Il travaille avec The Jimmy Fund (en) pour aider les enfants souffrant du cancer,. En 2011, il prête gratuitement son condominium de Boston à une famille du New Jersey dont le fils est soigné pour un cancer au Massachusetts General Hospital.
Au début septembre 2015, il fait don de 50 000 dollars à la Leukemia & Lymphoma Society (en) au nom de ses anciens collègues des Red Sox Jon Lester, soigné avec succès pour un lymphome en 2007, et John Farrell, qui subissait alors des traitements pour la même maladie,.